# The Video Collection 93:99
The Video Collection 93:99 es la tercera compilación de vídeos musicales de la cantante estadounidense Madonna. Publicada por la compañía discográfica Warner Music Vision el 2 de noviembre de 1999, contiene los vídeos musicales de los sencillos de Madonna entre 1993 y 1999. Originalmente se iba a titular The Video Collection 92–99 e iba a incluir el sencillo «Erotica», pero fue omitido debido al contenido sexual explícito en el vídeo; en su lugar se añadió la canción «The Power of Good-Bye» (1998). Madonna seleccionó personalmente los vídeos que consideraba sus mejores trabajos hasta entonces.
Después del lanzamiento, recibió la apreciación de la crítica. Algunos revisores destacaron las capacidades artísticas de Madonna, mientras otros destacaron su capacidad de reinventar su imagen de un vídeo a otro. Alcanzó la posición ocho en la lista de Billboard Top Music Video. En el 2000 se puso a la venta una caja recopilatoria titulada The Ultimate Collection, que contiene los vídeos The Video Collection 93:99 y The Immaculate Collection. En 2008, el material recibió la certificación de disco de platino en los Estados Unidos por la Recording Industry Association of America (RIAA) tras la venta de 100 000 copias. También ha sido certificado como disco de platino en Argentina y disco de oro en Brasil.

## Antecedentes
El 2 de septiembre de 1999, Warner Bros. Records anunció el lanzamiento del álbum de vídeo, titulado como The Video Collection 92–99. Lanzado en VHS y DVD, incluye catorce vídeos, entre ellas «Drowned World/Substitute for Love», que no fue lanzado en Estados Unidos como un sencillo, por lo tanto no estaba comercialmente disponible antes del lanzamiento de The Video Collection. Madonna seleccionó personalmente los catorce vídeos que consideraba como su mejor trabajo. La colección incluiría a «Erotica» (1992), pero posteriormente, Madonna la omitió debido al contenido sexual presente en el vídeo; en su lugar se añadió «The Power of Good-Bye» y la colección fue renombrada como The Video Collection 93:99. En un principio, iba a ser lanzado a mediados de octubre, pero fue aplazado al 2 de noviembre de 1999. En el lanzamiento del DVD iba a ser incluido un CD de acompañamiento con el audio de los vídeos como un álbum doble de grandes éxitos, pero se canceló y solo incluía un DVD. El plan original era que el lanzamiento coincidiera con la gira de 1999 que Madonna mencionó en una entrevista con Larry King en el mismo año. Esto también fue cancelado y pospuesto hasta el 2001, y en su lugar la cantante lanzó una colección de audio de grandes éxitos, GHV2 y emprendió la gira Drowned World Tour ese mismo año.

## Recepción

### Crítica
Heather Phares de AllMusic le dio cinco estrellas de cinco y dijo: «The Video Collection: 1993-1999 de Madonna contribuye a su estatus como uno de los artistas mejor representados en DVD. [...] Aunque no ofrece mucho en lo que respecta a funciones características del formato DVD, el arte de directores como Mark Romanek, Stephane Sedaoui, David Fincher, Jean-Baptiste Mondino, así como Madonna misma, se manifiesta plenamente en vídeos como "Take a Bow", "Bedtime Story", "Human Nature", "Frozen" y "Ray of Light". En resumen, es una valiosa colección de vídeos memorables de una de las pioneras del pop». Bryan Chin, de The Daily Californian, comentó que «algunos realmente detestan a la Madonna de los '90. "¡Huy, se volvió tan vulgar!" dicen. "No tiene el mismo impacto cultural que tuvo en los años '80" se quejan. Evidentemente, esta gente no ha estado prestando mucha atención. Con el reciente estreno de The Video Collection 93:99, estos detractores seguramente se darán cuenta de lo que se han estado perdiendo. Estos vídeos han sido siempre el medio perfecto para documentar la amalgama de personalidades de Madonna». Francis Dass de New Straits Times comentó: «Madonna, el icono del pop del siglo XX, se mantiene en la vanguardia de la autopromoción y la mercadotecnia con el lanzamiento de su colección de vídeos en formato VCD. La colección demuestra que es todavía capaz de mantener su relevancia en el pérfido mundo de la música y sigue siendo la reina de la reinvención». Jay Webb de The Dallas Morning News consideró que los vídeos mostraban «la verdadera identidad artística de Madonna», pero añadió que dicha fase artística no estaba completamente representada en la colección. Jeremy Kinser de The Advocate le dio una valoración positiva, y cumplimentó «la exhibición de esos artísticos vídeos clásicos». Citó a «Ray of Light», «Bad Girl» y «Take a Bow» como los puntos culminantes de la colección, mientras que criticó la inclusión de «Fever» y «Human Nature».

### Comercial
La colección debutó en el puesto treinta y seis en la lista de Billboard Top Music Videos el 4 de diciembre de 1999, y en la segunda semana se colocó como el número trece. La semana siguiente, alcanzó la posición ocho en la lista, y permaneció durante tres semanas adicionales. Ocupó el puesto diecinueve el 5 de febrero de 2000 y estuvo presente por treinta y dos semanas. Después de permanecer diez semanas en la cima de la lista Danish Top 10 DVD, The Video Collection hizo una reentrada en la lista en el puesto cinco, el 14 de febrero de 2001.
El 13 de noviembre de 2008, recibió un disco de platino por la Recording Industry Association of America (RIAA) tras la venta de 100 000 copias. El mismo reconocimiento lo obtuvo en Argentina, otorgado por la Cámara Argentina de Productores de Fonogramas y Videogramas (CAPIF), tras haber vendido 15 000 unidades. En el Reino Unido, la British Phonographic Industry (BPI) lo premió con dos discos de platino, luego de haber distribuido en el país 100 000 copias. Por último, en Brasil la Associação Brasileira dos Produtores de Discos (ABPD) le otorgó uno de oro tras haber superado los 25 000 vídeos.

## The Ultimate Collection
El 18 de septiembre de 2000, se lanzó una caja recopilatoria titulada The Ultimate Collection, que contenía The Video Collection 93:99 y The Immaculate Collection. R.S. Murthy, de New Straits Times, dijo que «esta caja recopilatoria ofrece a los admiradores de Madonna y a ella una muy buena colección de sus vídeos, y les ayuda a entender la maravilla que es Madonna». Por su parte, Jeremy Jennings, del St. Paul Pioneer Press, la listó como una de las colecciones más prometedoras en su lista de los «mejores CD de otoño» del 2000. Robin Givhan, del Washington Post, la llamó «un verdadero homenaje a las muchas caras de Madonna, desde su actual encarnación de vaquera de gueto a su antiguo rol de boy-toy, la colección incluía muchos vídeos musicales dudep-up y muchas fotografías —un recordatorio de Madonna como la reina de la reinvención».

## Lista de canciones y formatos
| N.º   | Título                              | Escritor(es)                                                                 | Director(es)          | Duración |  |
| 1.    | «Bad Girl»                          | Madonna · Shep Pettibone · Anthony Shimkin                                   | David Fincher         | 6:11     |  |
| 2.    | «Fever»                             | Eddie Cooley · John Davenport                                                | Stéphane Sednaoui     | 4:08     |  |
| 3.    | «Rain»                              | Madonna · Pettibone                                                          | Mark Romanek          | 4:34     |  |
| 4.    | «Secret»                            | Madonna · Dallas Austin · Pettibone                                          | Melodie McDaniel      | 4:22     |  |
| 5.    | «Take a Bow»                        | Madonna · Kenneth «Babyface» Edmonds                                         | Michael Haussman      | 4:34     |  |
| 6.    | «Bedtime Story»                     | Nellee Hooper · Björk · Marius De Vries                                      | Mark Romanek          | 4:25     |  |
| 7.    | «Human Nature»                      | Madonna · Dave Hall · Shawn McKenzie · Kevin McKenzie · Michael Deering      | Jean-Baptiste Mondino | 4:33     |  |
| 8.    | «Love Don't Live Here Anymore»      | Miles Gregory                                                                | Jean-Baptiste Mondino | 4:39     |  |
| 9.    | «Frozen»                            | Madonna · Patrick Leonard                                                    | Chris Cunningham      | 5:21     |  |
| 10.   | «Ray of Light»                      | Madonna · William Orbit · Clive Maldoon · Dave Curtiss · Christine Ann Leach | Jonas Åkerlund        | 5:06     |  |
| 11.   | «Drowned World/Substitute for Love» | Madonna · Orbit · Rod McKuen · Anita Kerr · David Collins                    | Walter Stern          | 4:57     |  |
| 12.   | «The Power of Good-Bye»             | Madonna · Rick Nowels                                                        | Matthew Rolston       | 4:10     |  |
| 13.   | «Nothing Really Matters»            | Madonna · Leonard                                                            | Johan Renck           | 4:25     |  |
| 14.   | «Beautiful Stranger»                | Madonna · Orbit                                                              | Brett Ratner          | 4:34     |  |
| 66:46 |                                     |                                                                              |                       |          |  |

### Formatos
La colección fue publicada en VHS, VCD (solo en Asia) y DVD. También se lanzó una edición especial limitada de karaoke VCD con la misma lista de canciones. Este VCD mostró la letra de la canción en el vídeo y el usuario era capaz de silenciar el canal derecho de audio, que contenía la versión completa de la canción, o el canal de audio izquierdo, que contenía la versión instrumental.

## Certificaciones
| País (organismo certificador) | Certificaciones | Ventas certificadas |
| ----------------------------- | --------------- | ------------------- |
| Argentina (CAPIF)             | Platino         | 15 000              |
| Brasil (ABPD)                 | Oro             | 25 000              |
| Estados Unidos (RIAA)         | Platino         | 100 000             |
| Reino Unido (BPI)             | 2× Platino      | 100 000             |